# Fellagha

Un fellagha a caballo

Fellagha es el nombre con el que se hace referencia a los combatientes de la resistencia armada contra el colonialismo francés en Túnez. 
El término —que se empezó a utilizar a partir de 1953 para designar a estos guerrilleros- deriva de la raíz árabe fa-la-qa (ف ل ق), que significa «romper, dividir, resquebrajar, etc.». La palabra, que contenía el sentido peyorativo de «bandido» o «asaltante» se resignificó en el marco de la lucha por la independencia. Así, para las autoridades coloniales, los fellaghas —en su mayoría originarios de zonas pobres y rurales del sudeste de Túnez— eran simples bandoleros y malhechores; mientras que, para los propios combatientes y sus partidarios, el término pasó a adquirir el sentido de «combatiente contra una autoridad injusta».
El papel de los fellaghas fue especialmente relevante en la lucha de Túnez por su independencia. Las acciones que llevaron a cabo a partir de 1952 contra las fuerzas de seguridad francesas forzaron a la potencia europea a sentarse en la mesa de negociación. Su actividad militar se prolongaría hasta 1956 y atravesaría distintas fases en las que experimentaron tanto el apoyo como el rechazo político de los movimientos nacionalistas tunecinos, la disputa por el poder de los burguibistas y los yusefistas, la represión, y, finalmente, el desdén del Estado.

## Antecedentes
Cuando se menciona a los fellaghas, nos referimos a los combatientes que fueron activos entre 1952 y 1956. No obstante, los fellaghas venían de una larga tradición de resistencia armada contra los franceses. Muchos de ellos habían ganado experiencia en el combate durante los años previos; incluso algunos de sus familiares habían formado parte de la resistencia armada desde los primeros años del Protectorado.

#### La resistencia armada contra el colonialismo francés (1881-1952)
Con la firma del Tratado del Bardo en 1881 entre Francia y el bey de Túnez, Sadok Bey, el país europeo estableció un protectorado en suelo tunecino —territorio independiente de facto, pero parte del Imperio Otomano legalmente. Durante los años 1881-1883, se produjeron diversos levantamientos armados espontáneos en regiones rurales y montañosas, aunque también en ciertas áreas urbanas como Sfax y Gabès. Las diferentes tribus que participaron en estas revueltas se congregaban alrededor de la figura de Ali Ben Khalifa N’feftati, pero carecían de una dirección política dado que en aquel momento no había grandes partidos u organizaciones de este tipo. Así, la resistencia armada de estos años era preeminentemente popular y rural, y se estructuraba alrededor de las tribus que encabezaban la lucha armada en cada región. Finalmente, en 1883, la resistencia fracasaría frente al contingente francés.
A lo largo de toda la historia del Protectorado Francés, existiría un clima de tensión y rechazo que propiciaría nuevos episodios de resistencia armada contra los franceses. En 1906, la confiscación de tierras a favor de los colonos europeos y otras medidas de las autoridades coloniales francesas llevaron a episodios de tensión y violencia. Es el caso de los sucesos acontecidos en Thala-Kasserine. Ante las duras condiciones sociales y económicas y enardecidos por el discurso ferviente de Omar Ben Osmán, morabito de origen argelino; la población local se enzarzó en una serie de reyertas que se saldarían con algunos muertos y heridos.

Burguiba con Lazhar Chraiti y otros fellagha

Tiempo después, en plena Primera Guerra Mundial, y motivados por la precaria situación socioeconómica del pueblo tunecino, algunos sectores de la población rural del sudeste se alzaron de nuevo contra los franceses. Entre 1915 y 1916, la resistencia armada comienza a ganar algo de fuerza en episodios como la revuelta de Ouled Dhebbab y Ouderna. Los rebeldes tunecinos colaboraban estrechamente con la resistencia libia liderada en la zona por Khalifa Ben Askar al-Nalouti. Pese a que se intensificó la actividad armada, los franceses acabarían sofocando estos levantamientos hacia finales de la Primera Guerra Mundial.
Durante los años 20 y 30 del siglo XX, la resistencia armada se haría a un lado para dar lugar a una forma de desobediencia civil pacífica. Se proclaman huelgas y vemos a diferentes voces alzarse contra el colonialismo francés en el seno de la política, los sindicatos, el periodismo, etc. Es durante esta época que se funda el Partido Destur, germen del Partido Neo-Destur, que interpretaría un papel fundamental en la independencia del país.
Más tarde, durante la Segunda Guerra Mundial, la política se intensificó y también lo hizo la resistencia armada. En aquel momento, a partir de la derrota francesa contra los alemanes, Túnez se hallaba bajo el régimen de Vichy. Tras la Campaña de Túnez, finalizada en 1943, los combatientes de la resistencia tunecina aprovecharon para reaprovisionarse con las armas y municiones que las tropas del Eje dejaron en el país. Ese mismo año fue testigo de la revuelta de la tribu de los Mrazig en el sur del país. Se dieron numerosas batallas entre los combatientes y las fuerzas de ocupación francesa, como la de Douz en 1944, que se saldó con la derrota francesa. Todas estas escaramuzas dan oxígeno a la resistencia, que se hace con más armas y municiones europeas. Otro foco importante de la resistencia fue la ciudad de Zaramdine, donde se produjeron numerosos combates con los franceses entre 1944 y 1948. Durante estos años, y ante la presión política y militar, Francia se va viendo obligada a empezar a considerar la independencia de Túnez. Se producen las primeras negociaciones, pero su fracaso se traducirá en una intensificación de la resistencia armada y de la actividad política que precederá a los años clave para la independencia del país: 1952-1956.

## Los años clave para la Independencia (1952-1956)

### Contexto internacional
Durante los años 50, las colonias francesas del Magreb —Marruecos, Argelia y Túnez— fueron escenario de intensos conflictos con la metrópoli por la independencia. En un contexto en el que el imperialismo europeo se tambaleaba, Francia debía lidiar con varios frentes abiertos. Concretamente, 1954, año de la firma del tratado de autonomía interna de Túnez —propiciada en parte por la acción de los fellaghas— ve nacer la insurrección argelina y marroquí, así como la derrota francesa en Dien Bien Phu.
En el mundo árabe, las ideas del panarabismo de Náser habían contagiado una concepción de unidad que se extendió a las luchas por la independencia en los países del Magreb. Muchos de los combatientes de la resistencia intentarán coordinar sus acciones para aumentar la presión sobre Francia y crear una red de apoyo entre los diferentes países. A nivel político, también se intentan tejer alianzas de este tipo que, por supuesto, conllevarán la aparición de diferentes bandos con intereses propios y apoyados por distintos grupos nacionales e internacionales enfrentados entre sí. En el contexto tunecino, estos bandos se dividirán principalmente entre los seguidores de Burguiba y los aliados de Salah Ben Yusef.

### Hacia la Autonomía Interna (1952-1954)
En 1952, las negociaciones por la independencia de Túnez habían llegado a un punto de bloqueo. La tímida oposición de Lamine Bey y de los gobiernos tunecinos frente al residente francés, Jean Marie François de Hautecloque, irritaba al Partido Neo-Destur de Burguiba y Ben Yusef. Es por ello por lo que desde el partido se contactó con los combatientes de la resistencia de las áreas rurales: los fellaghas. El objetivo de estas conversaciones era avivar acciones violentas que forzaran a los franceses a acelerar la mesa de negociación y, así, la independencia del país.
A finales de enero de 1952, se reanudaron los combates de la resistencia. Estos nuevos levantamientos eran espontáneos en apariencia, no obstante, habían sido fomentados desde la política del Neo-Destur. Con el recrudecimiento de la actividad militar y la presión internacional a la que estaba sometida, Francia se ve obligada en 1954 a reunirse con los tunecinos en torno a la mesa de negociación. Pierre Mendès-France dialogará entonces con el gobierno tunecino, con Taha Ben Ammar a la cabeza. Sin embargo, la lucha armada sigue poniendo en peligro tanto la política colonial del gobierno de Mendès-France como las reivindicaciones tunecinas. Además, el inicio de la insurrección argelina provocará que la cuestión de los fellaghas ocupe un puesto primordial dentro de las negociaciones, ya que se les acusó de colaborar estrechamente con el FLN.
El gobierno francés se compromete entonces a un acuerdo por la autonomía interna del país a cambio de obtener la rendición incondicional de los fellaghas. El Neo-Destur, por intervención de Burguiba —quien había sido invitado a las conversaciones—, ordena entonces a los fellaghas entregar las armas. El 20 de noviembre queda solucionada la cuestión fellagha con la firma de las condiciones para su rendición. Los franceses no perseguirán ni juzgarán a los combatientes, y se intentará por todos los medios que vuelvan a sus hogares y sus vidas o que queden reinsertados en la sociedad. En la práctica, este pacto supuso que 2713 fellaghas entregaran sus armas y quedaran identificados tanto por el gobierno tunecino y francés, como medida preventiva ante otros posibles levantamientos violentos en el futuro. No obstante, no todos los combatientes aceptaron estas condiciones ni el fin de la lucha armada.
La firma del pacto de autonomía interna entre Pierre Mendès-France y Lamine Bey en el palacio de Cartago en 1954 no satisfizo a todos los tunecinos ni tampoco a ciertos sectores de la resistencia armada. Por una parte, muchos no consideraban que el acuerdo fuera un gran avance hacia la independencia, sino un retroceso, pues Francia seguía controlando la política exterior y de defensa. Además, los colonos seguían ocupando los mejores terrenos y las tropas francesas seguían presentes en el territorio. Por otra parte, algunos fellaghas —Tahar Lassoued y Mahmoud Ben Hssouna, entre otros— se sintieron utilizados a nivel político por Burguiba, que solo había concedido ciertos privilegios a aquellos que le eran más cercanos, y que buscaba activamente alejarlos de la actividad política. El resentimiento de algunos fellaghas encontró sintonía con el bando inconformista del Neo-Destur, liderado por el entonces secretario general del partido: Salah Ben Yusef.

### El conflicto entre Burguiba y Ben Yusef (1955)
La firma del acuerdo de autonomía interna de Túnez en 1954 había escindido el Partido Neo-Destur en dos. Por un lado, los burguibistas, quienes defendían la vía de la autonomía interna hacia la independencia —resumida en la cita del propio Burguiba: «es mejor la independencia parcial que la esclavitud completa»—; y los yusefistas, quienes abogaban por una independencia íntegra y completa frente a la autonomía interna. Muchos historiadores defienden que esta lucha interna del Neo-Destur correspondían más a un conflicto personal por el poder entre las dos mayores personalidades del partido.
La división y las tensiones entre Burguiba y Ben Yusef fueron escalando rápidamente. El Neo-Destur, durante el congreso convocado en Sfax en 1955, le retiró a Ben Yusef —quien se encontraba ausente— el cargo de secretario general. En este pulso por el poder, Ben Yusef animó a los fellaghas que se alineaban con su postura a llevar a cabo acciones contra los franceses y contra los grupos fieles a Burguiba. A su vez, este último se apoyó en los fellaghas que le eran leales para responder con métodos similares. Túnez quedó así sumido en un clima de guerra civil cuya violencia apresuró más aún a los franceses a conceder la independencia completa del país.

### La independencia (1956)
Ante la inminente negociación por la independencia, y aislado políticamente por Burguiba, Ben Yusef sale del país en 1956. El mismo año se firma la independencia de Túnez. El país ya tiene plena autonomía, aunque los franceses seguirán conservando la base naval de Bizerta durante varios años más. En este contexto se vuelve a negociar el fin de la resistencia armada de los fellaghas yusefistas que seguían activos. La mayoría ya dejará de lado las armas, aunque posteriormente se llegaron a producir algunos enfrentamientos entre colonos y antiguos fellaghas. Ante estas últimas escaramuzas, Burguiba, quien años atrás solicitó el apoyo armado de estos combatientes, los desprestigió públicamente tratándoles de ignorantes y campesinos ineptos que querían acceder al poder.
Un año después, en 1957, Burguiba proclamará la República Tunecina y se alzará como presidente. Para algunos de estos fellaghas, detractores de Burguiba, los años posteriores a la independencia fueron un periodo oscuro de torturas, asesinatos y ejecuciones. La represión encontró un lugar lamentablemente icónico en la antigua fortaleza de Sabbat Edhalem, donde se cree que tuvieron lugar estos crímenes. Esto no hizo más que aumentar el resentimiento de muchos de los fellaghas contra Burguiba.
En 1962, los fellaghas críticos con Burguiba planearon un golpe de Estado contra él. Uno de los líderes de este plan fue Lazhar Chraiti, un gran y respetado guerrillero en los años de la resistencia contra los franceses. El golpe fracasó y Chraiti fue condenado a muerte junto con otros fellaghas en 1963. Todavía hoy no se han devuelto sus restos mortales. Con esta acción, termina la actividad de los fellaghas.

## Polémica
La polémica en torno a los fellaghas gira alrededor de su papel en la independencia de Túnez. Burguiba se apoyó en ellos a partir de 1952 para presionar a los franceses y negociar la independencia del país, sin embargo, nunca quiso que tuvieran un rol relevante en la vida política de Túnez. Tras lograrse la independencia en 1956, se les negó las compensaciones y privilegios que reclamaban —la mayoría eran campesinos o ganaderos pobres de las áreas rurales del sudeste del país— así como una voz política. No contento con apartarles del tablero político, Burguiba los desacreditó públicamente, minimizó su importancia en el proceso político que desencadenó la independencia de Túnez, e incluso reprimió a aquellos que se le oponían. Es por eso por lo que, ante su ausencia en la narrativa histórica de Túnez, muchos historiadores —Amira Aleya Sghaïer, Abdeldjalil Bougherra y Hedi Taymoumi entre otros— están empezando a revisar el relato histórico del país y reivindicar el lugar que le corresponde a los fellaghas en ella.